# Bovale Grande
Bovale Grande ist eine Rotweinsorte, die in der italienischen Region Sardinien sowie lokal in den Abruzzen und Molise kultiviert wird und zur kleinen Familie der Bovale - Reben gehört. Sie wird im Allgemeinen nicht reinsortig ausgebaut, sondern als Verschnittpartner verwendet. Einige der Synonyme verraten, dass die Rebsorte über eine kräftige rote Farbe verfügt. Die Rebsorte findet Eingang in den DOC Wein Molise. Anfang der 1990er Jahre betrug die bestockte Rebfläche 1.382 Hektar.

## Synonyme
Bova Murru, Bovale, Bovale di Spagna, Bovale Grosso, Bovale Mannu, Bovale Murru, Bovali Mannu, Maraiola Maggiore, Mostaia, Nieddara, Nièddera, Nieddu Manu, Tintarelle, Tintiglia, Tintilia, Tintillosa, Tintillu, Tintirella, Zinzillosa.

## Ampelographische Sortenmerkmale
In der Ampelographie wird der Habitus folgendermaßen beschrieben:
- Die Triebspitze ist offen. Sie ist dichtwollig behaart, mit einem leichten roséroten Anflug an der äußersten Spitze. Die Jungblätter sind nur leicht wollig behaart.
- Die mittelgroßen Blätter sind fünflappig und kaum gebuchtet. Die Stielbucht ist elliptisch geschlossen. Das Blatt ist stumpf gezahnt. Die Zähne sind im Vergleich zu anderen Sorten breit.
- Die konus- bis walzenförmige Traube ist mittelgroß und geschultert. Die rundlichen Beeren sind mittelgroß und von violett-schwarzer Farbe. Die Schale der Beere ist dickwandig.

Die wuchskräftige Rebsorte reift ca. 35 – 40 Tage nach dem Gutedel und gilt somit als sehr spät reifend. Die robuste Sorte treibt spät aus. 